# Kostel svatého Ondřeje (Pucov)
Kostel svatého Ondřeje v Pucově je římskokatolický kostel dokončený v roce 1805. Farnost v Pucově byla založena 20. července 1787. V tomto období se již v obci nacházel dřevěný kostel, který byl zasvěcen sv. Ondřeji. Tento kostel byl odkoupen v roce 1635 z Námestova. Po založení farnosti se v obci nenacházela fara. Proto se začala její výstavba. Budova dřevěné fary se začala používat v roce 1790, avšak její prostory byly nevyhovující. Nová budova fary byla postavena v roce 1796 z kamene. Tato budova sloužila správcům farnosti až do 20. století.
Po dokončení fary se stále více začala vynořovat otázka nového kostela. Po několika letech rozhodování a příprav byl v červnu 1801 položen základní kámen kostela. Posvěcení klasicistního kostela sv. Ondřeje se uskutečnila 6. srpna 1805.